# Robert for årets mandlige hovedrolle – tv-serie
Robert for årets mandlige hovedrolle – tv-serie er en pris, der uddeles af Danmarks Film Akademi ved den årlige Robertfest. Prisen er blevet uddelt siden 2013.

## Prisvindere

### 2010'erne
| År   | Skuespiller         | Serie           | Ref.  |
| ---- | ------------------- | --------------- | ----- |
| 2013 | Nikolaj Lie Kaas    | Forbrydelsen 3  |       |
| 2014 | Kim Bodnia          | Broen II        |       |
| 2015 | Carsten Bjørnlund   | Arvingerne      | [ 1 ] |
| 2016 | Carsten Bjørnlund   | Arvingerne II   |       |
| 2017 | Thomas Bo Larsen    | Bedrag          |       |
| 2018 | Lars Mikkelsen      | Herrens veje    | [ 2 ] |
| 2019 | Lars Mikkelsen      | Herrens Veje II |       |
| 2020 | Morten Hee Andersen | Fred til lands  |       |